# Ктыри
Ктыри (лат. Asilidae) — семейство хищных двукрылых насекомых подотряда короткоусых (Brachycera). Активные хищники, имеющие большие глаза и стройное, часто удлинённое и обычно в коротком густом опушении, тело.

## Распространение
Распространены на всех континентах кроме Антарктиды, преобладают в субтропиках. В Норвегии 20 видов, в Италии около 140 видов, в Калифорнии — около 500 видов. Они являются особенно многочисленными в саванне, степи и аридных областях (пустынях). Значительно меньше ктырей найдено в лесах, где они обнаруживаются на полянах и на речных берегах. Редкие виды встречаются во влажных болотистых участках. По речным системам ктыри рода Lasiopogon проникают в зону тундры, тогда как Cyrtopogon замечены в горах в высотах на 4500 м выше уровня моря. Распределение по зоогеографическим областям:
- Палеарктика — 148 родов, 1634 вида
- Неарктика — 102, 1053
- Неотропика — 144, 1245
- Афротропика — 116, 1455
- Индомалайская — 81, 915
- Австралия — 79, 552

## Описание имаго
Форма тела ктырей очень разнообразна: от нитевидной до широкой уплощённой, но в большинстве случаев она цилиндрическая. Палеарктические ктыри в длину достигают от 3 до 50 мм, но некоторые тропические виды могут достигать 80 мм.
У большинства форм склериты тела чёрные, реже полностью или частично бурые, рыжие и даже красные. У всех видов подсемейства Asilinae тело плотно покрыто пыльцой светлых сероватых тонов, у отдельных видов небольшие участки без такой пыльцы. У представителей других подсемейств пыльца образует рисунок из светлых полос и пятен.

### Голова
Голова крупная, обычно продольно уплощённая, может быть и почти шарообразной, реже расширена в стороны или вытянута вверх. Глаза занимают бо́льшую часть передней и боковых сторон. Спереди между глазами лицо узкое; лоб сверху вдавлен и несёт теменной бугорок, на котором расположены три простых глазка. На границе лица и лба находятся усики, состоящие из трёх члеников, и ариста. Форма и размер усиков и строение аристы очень разнообразны. Лицо бывает плоским или слегка выпуклым, но чаще на нём имеется лицевой бугорок, форма которого используется при определении. На лице всегда есть лицевая борода (mystax), которая занимает её большую часть или представлена несколькими щетинками в нижней части. Под бородой находится хоботок, которой бывает разных размеров: длиннее вертикального поперечника головы или слабо выдаётся из-под нижнего края головы. На лице, над хоботком, находится надротовая впадина. По верхнему заднему краю головы часто расположен краевой ряд заглазничных щетинок.

### Грудь
Склериты переднегруди образуют тонкую шею, которая подвижно соединена с головой: некоторые ктыри могут поворачивать голову по отношению к груди на 90° и даже более. Среднегрудь массивная: мощная мускулатура обеспечивает движение ног и крыльев. На слабо выпуклом верхнем склерите среднеспинки различают плечевые и закрыловые бугорки и поперечный шов. Среднеспинка бывает голой или покрытой пыльцой. У большинства форм пыльца обрамляет «короткие волоски» и волоски и щетинки, которые расположены по средней линии: в середине дорсоцентральные (щетинки дорсоцентрального ряда) и с боков акростихальные. При описании видов часто используется признак — переходят или не переходят щетинки дорсоцентрального ряда поперечный шов. На боках среднеспинки есть предкрыловые, надкрыловые и закрыловые щетинки (щетинки бокового края). Среднеспинка заканчивается щитком, на заднем крае которого бывают красные щетинки, их число иногда постоянно для вида. Эпистерны среднегруди чётко отделены от эпимер вертикальным швом и, в свою очередь, горизонтально разделены на мезоплевру и стерноплевры, птероплевры и гипоплевры. Заднегрудь развита слабо, но часто используется такой признак, как метанотальные бугорки голые или с волосками.

### Конечности
Крылья хорошо развитые. У большинства видов пластинка крыльев бесцветная или с микротрихиальными затемнениями, реже тёмная, часто чёрная или рыжая полностью или с пятнами или полосками. Жилки обычно чёрные, но могут быть рыжими.
|  |  |
|  |  |

Ноги хорошо развиты и приспособлены к захвату и удержанию добычи. Особенно более массивные бёдра, особенно задние; голени тонкие; формула лапок 5-5-5 имеют коготок и у большинства видов с пульвиллами и эмподиумом. У самцов некоторых видов передние голени и лапки имеют особое строение и часто несут скопления волосков иногда контрастных тонов, то есть чёрных, белых или рыжих. Для распознания видов используется характер расположения волосков и щетинок на нижней стороне рёбер. У видов, основу пищи которых составляют перепончатокрылые, на вершине передних голеней имеется клиновидный отросток.

### Брюшко
Брюшко состоит из одиннадцати сегментов, из которых 8—11-й сегменты входят в состав гениталий и яйцеклады самки. У немногих видов хорошо различимы только семь и даже шесть сегментов, например у представителей рода Laphysita. Как и на среднеспинки на тергитах брюшка бывают участки, покрытые «короткими волосками». Вдоль заднего края бывают ряды из заднекрайних щетинок, а с боков тергитов «боковые», или «дополнительные» щетинки. На стернитах также могут быть ряды краевых щетинок.

### Половая система
Гениталии самца образованы «верхними» и «нижними щипчами»: эпандрий и базистилем. Базистили на внутренней стороне могут иметь один отросток, так называемый дистистиль, он имеется у всех представителей Apocleinae, Asilinae, Atomosiinae, Trigonomiminae и многие из рода Stichopogon. У всех прочих групп ктырей на базистиле два отростка: дистистиль и латер. У некоторых Stichopogon бывают несколько отростков. Эпандрий и базистили образуют футляр, в который помещён эдеагус.
Яйцеклады могут быть простыми, без сложных структурных изменений, но у Stenopogoninae и Dasynogoninae на девятом тергите, который имеет название акантофорит, имеется ряд из шипов — особенность, позволяющая им помещать яйца в почву. У Apocleinae и Asilinae яйцеклады бывают дистально уплощёнными или округлыми в поперечном сечении. У видов, кладущих яйца в почву, на церках (реже на всём яйцекладе) есть шипы или шиповидные щетинки. У Dysmachus, Eutolmus церки плоские, с заострёнными вершинами, позволяющими им откладывать яйца в соцветия злаков, осок или под листовую обёртку стеблей злаков. Виды с простыми яйцекладами яйца разбрасывают, прикрепляют к растениям или помещают в различные углубления.

## Описание личинок
Тело личинки удлиненное, прямое, конец брюшка тупоконический. Головная капсула отсутствует. На переднем конце тела заметные склеротизированные мандибулы в виде параллельных склеротизированных крючьев. Взрослые ктыри, охотясь за другими насекомыми, являются важными регуляторами их численности в природе.

## Размножение
Самки ктырей откладывают светлые яйца на низко растущие растения и траву, или же щели почвы, коры или древесины. Характер кладки яиц зависит от вида и его места обитания; большинство видов откладывают яйца кучками, которые затем покрываются белой мучнистой защитной массой.
Личинки развиваются в почве или в гниющей органической материи, которая встречается в их среде.

## Экология
Личинки обитают в почве или гнилой древесине и питаются личинками насекомых или растительными веществами.

### Питание
Ктыри — хищники, охотящиеся на различных насекомых; иногда добычей ктыря может стать другой ктырь. Агрессивность ктырей настолько велика, что они вступают в схватку с такими хорошо вооруженными насекомыми, как пчелы, осы, жуки-скакуны.
Хотя в хоботке ктырей и отсутствуют мандибулы, другие части ротового аппарата — максиллы, подглоточник и нижняя губа — образуют весьма совершенный колющий орган. Слюна ктырей содержит сильный яд, от которого пойманное им насекомое мгновенно умирает. Пойманный рукой ктырь иногда кусает и человека. Укус ктыря схож по болевым ощущениям с пчелиным.

### Экологическая классификация
В зависимости от места охоты выделяют несколько экологических групп ктырей (Лер, 1969):
- Геофилы (Geophils) — охотятся на поверхности земли
- Герпетобионты (Herpetobions) — на поверхности земли, но в травяном ярусе
- Хортобионты (Chortobions) — внутри травяного яруса
- Эпифитобионты (Epiphytobions) — над травой
- Эпифитогеобионты (Epiphytogeobions) — на земле и на траве
- Таннобионты (Tannobions) — на деревьях

## Классификация и филогения
Всего свыше 7500 видов и 556 родов во всем мире в 9 подсемействах. Вместе с несколькими другими семействами мух (Scenopinidae, Therevidae, Mydidae, Apioceridae, мухи-жужжалы Bombyliidae) ктыри образуют надсемейство Asiloidea. По расчетам Papavero (1973) ктыри возникли в Мезозойскую эру (Юрский период, Меловой период). В ископаемом состоянии известны 18 родов и 39 видов (Эоцен, Олигоцен, Миоцен). Ниже приведена филогенетическая схема этой группы:
```
─Ктыреобразные (
Asiloidea
)
   ├─ Мухи-жужжалы (
Bombyliidae
)
   └─ N.N.
        ├?─ Темнушки  (
Scenopinidae
) и Лжектыри (
Therevidae
)
        ├?─ 
Mydidae
 и 
Apioceridae

        └?─ Ктыри (
Asilidae
)
```

Схема филогенетических отношений основных подсемейств ктырей [Papavero (1973), Artigas & Papavero (1988)]:
```
                     |============= Leptogastrinae   -|-> группа 
Leptogastrinae

                     |
                     |                    |== Ommatiinae    -|
              |======|             |======|                  |
              |      |      |======|      |== Apocleinae    -|-> группа Asilinae
              |      |      |      |                         |
              |      |      |      |========= Asilinae      -|
              |      |======|
              |             |             |== Laphriinae    -|
Asilidae <<===|             |=============|                  |-> группа Laphriinae
              |                           |== Laphystiinae  -|
              |              
              |                    |=== Dasypogoninae    -|
              |             |======|                      |
              |             |      |=== Trigonomiminae   -|
              |=============|                             |-> группа Dasypogoninae
                            |      |=== Stichopogoninae  -|
                            |======|                      |
                                   |=== Stenopogoninae   -|
```

В 2021 году молекулярно-филогенетическое исследование 14 подсемейств показало следующие отношения подсемейств. Laphriinae и Dioctriinae (часть) последовательно сестры остальным подсемействам, которые образуют две клады: первая состоит из Stenopogoninae (часть), Willistonininae (часть), Bathypogoninae+Phellinae, Stichopogoninae, Leptogastrinae, Ommatiinae и Asilinae; вторая клада состоит из парафилетического комплекса родов из Dioctriinae (часть), Trigonomiminae, Stenopogoninae (часть), Tillobromatinae, Brachyrhopalinae и Dasypogoninae. Эта филогения демонстрирует, что более высшая классификация Asilidae далека от окончательного утверждения, но дает необходимую основу для тщательного пересмотра классификации подсемейства

## Специалисты по ктырям
- Лер, Павел Андреевич — российский энтомолог, член-корреспондент РАН (1987)